# Список академіків АН СРСР
Список академіків АН СРСР — список академіків за датами обрання та галузями наук.

### А
| №  | ПІБ                                | обраний    | галузь                                             |
| -- | ---------------------------------- | ---------- | -------------------------------------------------- |
| 1  | Абалкін Леонід Іванович            | 23.12.1987 | економіка                                          |
| 2  | Абрикосов Олексій Олексійович      | 23.12.1987 | фізика                                             |
| 3  | Абрикосов Олексій Іванович         | 29.01.39   | медик-патологоанатом                               |
| 4  | Авдуєвський Всеволод Сергійович    | 15.03.79   | аеромеханіка великих швидкостей і космічна техніка |
| 5  | Авербах Михайло Йосипович          | 29.01.39   | офтальмологія                                      |
| 6  | Авсюк Григорій Олександрович       | 26.12.86   | географія і гляціологія                            |
| 7  | Аганбегян Абел Гезевич             | 26.11.74   | економіка                                          |
| 8  | Агеєв Микола Володимирович         | 26.11.68   | фізик, хімік и металург                            |
| 9  | Агошков Михайло Іванович           | 29.12.81   | гірнича справа                                     |
| 10 | Адоратський Володимир Вікторович   | 29.03.32   | філософ, історик                                   |
| 11 | Александров Олександр Данилович    | 26.06.64   | математика                                         |
| 12 | Александров Анатолій Петрович      | 23.10.53   | фізика                                             |
| 13 | Александров Георгій Федорович      | 30.11.46   | філософія                                          |
| 14 | Александров Іван Гаврилович        | 29.03.32   | математика, гідротехніка                           |
| 15 | Александров Кирило Сергійович      | 26.12.84   | фізика                                             |
| 16 | Александров Павло Сергійович       | 23.10.53   | математика                                         |
| 17 | Алексєєв Анатолій Семенович        | 26.12.84   | геофізика                                          |
| 18 | Алексєєв Валерій Павлович          | 23.12.87   | історик, антрополог                                |
| 19 | Алексєєв Василь Михайлович         | 12.01.29   | філолог-китаїст                                    |
| 20 | Алексєєв Михайло Павлович          | 20.06.58   | літературознавець                                  |
| 21 | Алімарін Іван Павлович             | 01.07.66   | аналітична хімія                                   |
| 22 | Аліханов Абрам Ісакович            | 27.09.43   | фізика                                             |
| 23 | Алфьоров Жорес Іванович            | 15.03.79   | фізика                                             |
| 24 | Амбарцумян Віктор Амазаспович      | 23.10.53   | астрофізика                                        |
| 25 | Андреєв Олександр Федорович        | 23.12.87   | фізика                                             |
| 26 | Андреєв Микола Миколайович         | 23.10.53   | фізик-акустик                                      |
| 27 | Андріанов Кузьма Андріанович       | 26.06.64   | хімія                                              |
| 28 | Андронов Олександр Олександрович   | 30.11.46   | математик, механік, радіофізик                     |
| 29 | Анічков Микола Миколайович         | 29.01.39   | медик-патологоанатом                               |
| 30 | Анохін Петро Кузьмич               | 01.07.66   | фізіологія                                         |
| 31 | Антонов Олег Костянтинович         | 29.12.81   | авіаконструктор                                    |
| 32 | Анчишкін Олександр Іванович        | 26.12.84   | економіка                                          |
| 33 | Арбатов Георгій Аркадійович        | 26.11.74   | історик, економіст                                 |
| 34 | Арбузов Олександр Єрмінінгельдович | 08.05.42   | органічна хімія                                    |
| 35 | Арбузов Борис Олександрович        | 23.10.53   | органічна хімія                                    |
| 36 | Арзуманян Анушаван Агафонович      | 29.06.62   | економіка                                          |
| 37 | Арнольд Володимир Ігорович         | 15.12.90   | математик                                          |
| 38 | Артоболевський Іван Іванович       | 30.11.46   | теоретична механіка                                |
| 39 | Архангельський Андрій Дмитрович    | 12.01.29   | геологія                                           |
| 40 | Арцимович Лев Андрійович           | 23.10.53   | фізика                                             |
| 41 | Асаф'єв Борис Володимирович        | 27.09.43   | композитор, музикознавець                          |
| 42 | Астауров Борис Львович             | 01.07.66   | біолог, генетик                                    |
| 43 | Афанасьєв Віктор Григорович        | 29.12.81   | філософія                                          |

### Б
| №   | ПІБ                                         | обраний    | галузь              |
| --- | ------------------------------------------- | ---------- | ------------------- |
| 44  | Багдасар'ян Христофор Степанович            | 29.12.81   | хімія               |
| 45  | Баєв Олександр Олександрович                | 24.11.70   | біолоія             |
| 46  | Байков Олександр Олександрович              | 29.03.32   | металург            |
| 47  | Бакулєв Олександр Миколайович               | 20.06.58   | медицина            |
| 48  | Баландін Олексій Олександрович              | 30.11.46   | фізична хімія       |
| 49  | Балдін Олександр Михайлович                 | 29.12.81   | фізика              |
| 50  | Барабошкін Олексій Миколайович              | 23.12.87   | електрохімія        |
| 51  | Баранников Олексій Петрович                 | 28.01.39   | філологія           |
| 52  | Бардін Іван Павлович                        | 29.03.32   | металургія          |
| 53  | Барков Лев Митрофанович                     | 26.12.84   | фізика              |
| 54  | Бармін Володимир Павлович                   | 01.07.66   | електромеханіка     |
| 55  | Барсуков Валерій Леонідович                 | 23.12.87   | геолог-геохімік     |
| 56  | Бартольд Василь Володимирович               | 12.10.13   | історія             |
| 57  | Басов Микола Геннадійович                   | 01.07.66   | фізика              |
| 58  | Бах Олексій Миколайович                     | 12.01.29   | біохімія            |
| 59  | Білецький Олександр Іванович                | 20.06.58   | літературознавство  |
| 60  | Бєлов Олександр Федорович                   | 28.11.72   | металург            |
| 61  | Бєлов Микола Васильович                     | 23.10.53   | геохімія            |
| 62  | Білодід Іван Костянтинович                  | 28.11.72   | лінгвістика         |
| 63  | Білозерський Андрій Миколайович             | 29.06.62   | біохімія            |
| 64  | Бєлопольський Аристарх Аполлонович          | 19.04.1903 | астрофізика         |
| 65  | Білоцерківський Олег Михайлович             | 15.03.79   | нелінійна механіка  |
| 66  | Бєляєв Дмитро Костянтинович                 | 28.11.72   | генетика            |
| 67  | Бєляєв Спартак Тимофійович                  | 26.11.68   | фізика плазми       |
| 68  | Бєляков Ростислав Аполлосович               | 29.12.81   | авіаконструктор     |
| 69  | Бєлянкін Дмитро Степанович                  | 27.09.43   | геологія            |
| 70  | Берг Аксель Іванович                        | 30.11.46   | радіотехніка        |
| 71  | Берг Лев Семенович                          | 30.11.46   | географія, біологія |
| 72  | Беріташвілі Іван Соломонович                | 29.01.39   | фізіологія          |
| 73  | Бернштейн Сергій Натанович                  | 12.01.29   | математика          |
| 74  | Бетехтін Анатолій Георгійович               | 23.10.53   | мінералогія         |
| 75  | Бехтерєва Наталія Петрівна                  | 29.12.81   | нейрофізіологія     |
| 76  | Благонравов Анатолій Аркадійович            | 27.09.43   | механіка            |
| 77  | Блохін Микола Миколайович                   | 15.03.70   | онкологія           |
| 78  | Боголюбов Михайло Миколайович               | 15.12.90   | лінгвістика         |
| 79  | Боголюбов Микола Миколайович                | 23.10.53   | математика          |
| 80  | Богомолець Олександр Олександрович          | 29.03.32   | медицина            |
| 81  | Богомолов Олексій Федорович                 | 26.12.84   | радіофізика         |
| 82  | Богомолов Олег Тимофійович                  | 29.12.81   | економіка           |
| 83  | Богословський Михайло Михайлович            | 02.04.21   | історія             |
| 84  | Большаков Володимир Миколайович             | 23.12.87   | біологія            |
| 85  | Бонгард-Левін Григорій Максимович           | 15.12.90   | історія             |
| 86  | Боресков Георгій Костянтинович              | 01.07.66   | фізична хімія       |
| 87  | Борисевич Микола Олександрович              | 29.12.81   | фізика              |
| 88  | Борисяк Олексій Олексійович                 | 12.01.29   | палеонтолог         |
| 89  | Борковський Віктор Іванович                 | 28.11.72   | філологія           |
| 90  | Боровик-Романов Віктор-Андрій Станіславович | 28.11.72   | фізика і астрономія |
| 91  | Боровков Олександр Олексійович              | 15.12.90   | математика          |
| 92  | Бородін Іван Парфенійович                   | 06.04.1902 | ботаніка            |
| 93  | Бочвар Андрій Анатолійович                  | 30.11.46   | металург            |
| 94  | Боярчук Олександр Олексійович               | 23.12.87   | астрофізика         |
| 95  | Браунштейн Олександр Овсійович              | 26.06.64   | біохімія            |
| 96  | Бреховських Леонід Максимович               | 26.11.68   | акустика            |
| 97  | Ергард Вікторович Бріцке                    | 29.03.32   | хімія, металургія   |
| 98  | Бромлєй Юліан Володимирович                 | 23.12.76   | етнографія          |
| 99  | Бруєвич Микола Григорович                   | 08.05.42   | теоретична механіка |
| 100 | Будкер Герш Іцкович                         | 26.06.64   | фізика              |
| 101 | Бузескул Владислав Петрович                 | 04.03.22   | історія             |
| 102 | Бункін Борис Васильович                     | 26.11.74   | ЗРК                 |
| 103 | Бурденко Микола Нилович                     | 29.01.39   | медицина            |
| 104 | Буслаєв Юрій Олександрович                  | 26.12.84   | хімія               |
| 105 | Бухарін Микола Іванович                     | 12.01.29   | філософія           |
| 106 | Бушмін Олексій Сергійович                   | 15.03.79   | літературознавство  |
| 107 | Биков Костянтин Михайлович                  | 30.11.46   | фізіологія          |
| 108 | Биховський Борис Овсійович                  | 26.06.64   | паразитолог         |
| 109 | Бюшгенс Георгій Сергійович                  | 29.12.81   | аеродинаміка        |

### В
| №   | ПІБ                                    | обраний    | галузь                         |
| --- | -------------------------------------- | ---------- | ------------------------------ |
| 110 | Вавилов Микола Іванович                | 12.01.29   | ботаніка, генетика             |
| 111 | Вавилов Сергій Іванович                | 29.03.32   | фізика                         |
| 112 | Вайнштейн Борис Костянтинович          | 23.12.76   | фізика                         |
| 113 | Валієв Каміль Ахметович                | 26.12.84   | фізика                         |
| 114 | Вальден Павло Іванович                 | 01.05.1910 | хімік-технолог                 |
| 115 | Варга Євген Самуїлович                 | 28.01.39   | економіка                      |
| 116 | Ватолін Микола Анатолійович            | 29.12.81   | фізична хімія                  |
| 117 | Введенський Борис Олексійович          | 27.09.43   | радіофізика                    |
| 118 | Веденєєв Борис Євгенович               | 29.03.32   | гідротехніка                   |
| 119 | Векслер Володимир Йосипович            | 20.06.58   | фізика                         |
| 120 | Векуа Ілля Несторович                  | 28.03.58   | математика                     |
| 121 | Векшинський Сергій Аркадійович         | 23.10.53   | електровакуумна техніка        |
| 122 | Веліхов Євген Павлович                 | 26.11.74   | фізика                         |
| 123 | Венедиктов Анатолій Васильович         | 20.06.58   | правознавець                   |
| 124 | Верещагін Леонід Федорович             | 01.07.66   | фізика, хімія                  |
| 125 | Вернадський Володимир Іванович         | 05.04.1908 | геохімія                       |
| 126 | Вєрнов Сергій Миколайович              | 26.11.68   | фізика                         |
| 127 | Веселовський Степан Борисович          | 30.11.46   | історія                        |
| 128 | Веснін Віктор Олександрович            | 27.09.43   | архітектура                    |
| 129 | Вільямс Василь Робертович              | 01.02.31   | Ґрунтознавство                 |
| 130 | Виноградов Олександр Павлович          | 23.10.53   | геохімія                       |
| 131 | Виноградов Віктор Володимирович        | 30.11.46   | філологія                      |
| 132 | Виноградов Володимир Олексійович       | 06.12.84   | економіка                      |
| 133 | Виноградов Іван Матвійович             | 12.01.29   | математика                     |
| 134 | Виноградов Михайло Євгенович           | 15.12.90   | океанологія                    |
| 135 | Виноградов Павло Гаврилович            | 18.01.1914 | історія, правознавство         |
| 136 | Вінтер Олександр Васильович            | 29.03.32   | енергетика                     |
| 137 | Віппер Роберт Юрійович                 | 27.09.43   | історія                        |
| 138 | Віппер Юрій Борисович                  | 23.12.87   | літературознавець              |
| 139 | Владимиров Василь Сергійович           | 24.11.70   | математика                     |
| 140 | Владимирцов Борис Якович               | 12.01.29   | філологія                      |
| 141 | Воєводський Владислав Владиславович    | 26.06.64   | хімія, спектроскопія           |
| 142 | Вознесенський Микола Олексійович       | 27.09.43   | економіка                      |
| 143 | Волгін Вячеслав Петрович               | 01.02.30   | історія                        |
| 144 | Волобуєв Павло Васильович              | 05.12.90   | історія                        |
| 145 | Вольпін Марк Юхимович                  | 23.12.87   | хімія                          |
| 146 | Вольський Антон Миколайович            | 10.06.60   | металургія, хімія              |
| 147 | Вольфкович Семен Ісаакович             | 30.11.46   | хімія                          |
| 148 | Вонсовський Сергій Васильович          | 01.07.66   | фізика                         |
| 149 | Воробйов Володимир Васильович          | 15.12.90   | економічна географія           |
| 150 | Ворович Йосип Ізраїльович              | 15.12.90   | математика                     |
| 151 | Ворожцов Микола Миколайович (молодший) | 01.07.66   | хімія                          |
| 152 | Воронков Михайло Григорович            | 24.05.91   | хімія                          |
| 153 | Воронов Авенір Аркадійович             | 24.11.70   | Теорія автоматичного керування |
| 154 | Вул Бенціон Мойсейович                 | 28.11.72   | фізика                         |
| 155 | Вишинський Андрій Януарійович          | 28.01.39   | право                          |

### Г, Ґ
| №   | ПІБ                                  | обраний  | галузь                   |
| --- | ------------------------------------ | -------- | ------------------------ |
| 156 | Газенко Олег Георгійович             | 23.12.76 | астробіологія            |
| 157 | Гальоркін Борис Григорович           | 01.06.35 | механіка                 |
| 158 | Гамбурцев Григорій Олександрович     | 23.10.53 | геофізика                |
| 159 | Гамкрелідзе Тамаз Валеріанович       | 26.12.84 | лінгвістика              |
| 160 | Гапонов-Грєхов Андрій Вікторович     | 26.11.68 | прикладна фізика         |
| 161 | Гафуров Бободжан Гафурович           | 26.11.68 | історія                  |
| 162 | Гвішіані Джермен Михайлович          | 15.03.79 | філософія                |
| 163 | Гедройц Костянтин Каетанович         | 12.01.29 | агрохімія                |
| 164 | Гельфанд Ізраїль Мойсейович          | 26.12.84 | математика               |
| 165 | Георгієв Георгій Павлович            | 23.12.87 | біологія                 |
| 166 | Герасимов Інокентій Петрович         | 23.10.53 | геоморфологія            |
| 167 | Герман Олександр Петрович            | 28.01.39 | гірнича механіка         |
| 168 | Гіляров Меркурій Сергійович          | 26.11.74 | зоологія                 |
| 169 | Гінзбург Віталій Лазарович           | 01.07.66 | теоретична фізика        |
| 170 | Гітельзон Йосиф Ісайович             | 15.12.90 | біофізика                |
| 171 | Глєбов Ігор Олексійович              | 23.12.76 | електромашинобудування   |
| 172 | Глінка Костянтин Дмитрович           | 02.04.27 | геологія                 |
| 173 | Глухих Василь Андрійович             | 23.12.87 | термоядерна енергетика   |
| 174 | Глушко Валентин Петрович             | 20.06.58 | ракетно-космічна техніка |
| 175 | Глушков Віктор Михайлович            | 26.06.64 | кібернетика              |
| 176 | Говирін Володимир Олександрович      | 26.12.84 | фізіологія               |
| 177 | Голант Віктор Євгенійович            | 15.12.90 | фізика                   |
| 178 | Голіцин Георгій Сергійович           | 23.12.87 | геофізика                |
| 179 | Гольданський Віталій Йосипович       | 29.12.81 | хімія                    |
| 180 | Гончар Андрій Олександрович          | 23.12.87 | математика               |
| 181 | Горбунов Микола Петрович             | 20.11.35 | хімія                    |
| 182 | Гордлевський Володимир Олександрович | 30.11.46 | філологія                |
| 183 | Горинін Ігор Васильович              | 26.12.84 | матеріалознавство        |
| 184 | Горьков Лев Петрович                 | 23.12.87 | теоретична фізика        |
| 185 | Готьє Юрій Володимирович             | 28.01.39 | історія                  |
| 186 | Грабар Ігор Емануїлович              | 27.09.43 | мистецтвознавство        |
| 187 | Грамберг Ігор Сергійович             | 23.12.87 | геологія                 |
| 188 | Гранберг Олександр Григорович        | 15.12.90 | економіка                |
| 189 | Графтіо Генріх Йосипович             | 29.03.32 | енергетика               |
| 190 | Гребенщиков Ілля Васильович          | 29.03.32 | хімія                    |
| 191 | Греков Борис Дмитрович               | 01.06.35 | історія                  |
| 192 | Григор'єв Андрій Олександрович       | 29.01.39 | географія                |
| 193 | Григор'єв Йосип Федорович            | 30.11.46 | геологія                 |
| 194 | Гринберг Олександр Абрамович         | 20.06.58 | хімія                    |
| 195 | Гроссгейм Олександр Альфонсович      | 30.11.46 | ботаніка                 |
| 196 | Грушевський Михайло Сергійович       | 12.01.29 | історія                  |
| 197 | Грушин Петро Дмитрович               | 01.07.66 | ракетна техніка          |
| 198 | Грязнов Володимир Михайлович         | 15.12.90 | фізична хімія            |
| 199 | Губер Олександр Андрійович           | 01.07.66 | історія                  |
| 200 | Губкін Іван Михайлович               | 12.01.29 | геологія                 |
| 201 | Гудцов Микола Тимофійович            | 28.01.39 | металургія               |
| 202 | Гулевич Володимир Сергійович         | 12.01.29 | біохімія                 |
| 203 | Гуляєв Юрій Васильович               | 26.12.84 | мікроелектроніка         |

### Д
| №   | ПІБ                              | обраний  | галузь           |
| --- | -------------------------------- | -------- | ---------------- |
| 204 | Деборін (Іоффе) Абрам Мойсейович | 13.02.29 | філософія        |
| 205 | Дев'ятков Микола Дмитрович       | 26.11.68 | НВЧ-техніка      |
| 206 | Дев'ятих Григорій Григорович     | 26.11.74 | хімія            |
| 207 | Демірчян Камо Серопович          | 26.12.84 | енергетика       |
| 208 | Дем'янов Микола Якович           | 12.01.29 | органічна хімія  |
| 209 | Дерев'янко Анатолій Пантелейович | 23.12.87 | археологія       |
| 210 | Державін Микола Севастьянович    | 01.02.31 | філологія        |
| 211 | Джавахішвілі Іван Олександрович  | 28.01.39 | історія          |
| 212 | Джанашія Симон Миколайович       | 27.09.43 | історія          |
| 213 | Дзоценідзе Георгій Самсонович    | 26.11.68 | геологія         |
| 214 | Дікушин Володимир Іванович       | 23.10.53 | машинобудування  |
| 215 | Динник Олександр Миколайович     | 30.11.46 | теорія пружності |
| 216 | Добрецов Микола Леонтійович      | 23.12.87 | геологія         |
| 217 | Долгоплоск Борис Олександрович   | 26.06.64 | хімія            |
| 218 | Доллежаль Микола Антонович       | 29.06.62 | енергетика       |
| 219 | Дородницин Анатолій Олексійович  | 23.10.53 | геофізика        |
| 220 | Дружинін Микола Михайлович       | 23.10.53 | історія          |
| 221 | Дубінін Михайло Михайлович       | 27.09.43 | хімія            |
| 222 | Дубінін Микола Петрович          | 01.07.66 | генетика         |

### Є, Ж, З
| №   | ПІБ                               | обраний  | галузь                |
| --- | --------------------------------- | -------- | --------------------- |
| 223 | Євтихієв Микола Миколайович       | 23.12.87 | інформатика           |
| 224 | Єгоров Анатолій Григорович        | 26.11.74 | філософія             |
| 225 | Єляков Георгій Борисович          | 23.12.87 | хімія                 |
| 226 | Ємельянов Станіслав Васильович    | 26.12.84 | обчислювальна техніка |
| 227 | Єніколопов Микола Сергійович      | 23.12.76 | хімія                 |
| 228 | Єршов Андрій Петрович             | 26.12.84 | теорія програмування  |
| 229 | Єфімов Анатолій Миколайович       | 24.11.70 | економіка             |
| 230 | Жаворонков Микола Михайлович      | 29.06.62 | хімік-технолог        |
| 231 | Жаріков Вілен Андрійович          | 23.12.87 | геологія              |
| 232 | Жебельов Сергій Олександрович     | 07.05.27 | історія               |
| 233 | Жирмунський Олексій Вікторович    | 23.12.87 | гідробіологія         |
| 234 | Жирмунський Віктор Максимович     | 01.07.66 | філологія             |
| 235 | Жук Сергій Якович                 | 23.10.53 | гідротехніка          |
| 236 | Жуков Анатолій Борисович          | 01.07.66 | біологія              |
| 237 | Жуков Борис Петрович              | 26.11.74 | хімія                 |
| 238 | Жуков Євген Михайлович            | 20.06.58 | історія               |
| 239 | Журкін Віталій Володимирович      | 15.12.90 | історія, економіка    |
| 240 | Журков Серафим Миколайович        | 26.11.68 | фізика                |
| 241 | Забабахін Євген Іванович          | 26.11.68 | ядерна фізика         |
| 242 | Заболотний Данило Кирилович       | 12.01.29 | мікробіологія         |
| 243 | Заварзін Олексій Олексійович      | 27.09.43 | гістологія            |
| 244 | Заварицький Олександр Миколайович | 29.01.39 | геологія              |
| 245 | Завойський Євген Костянтинович    | 26.06.64 | фізика                |
| 246 | Заліханов Михайло Чоккаєвич       | 15.12.90 | гляціологія           |
| 247 | Замараєв Кирило Ілліч             | 23.12.87 | фізична хімія         |
| 248 | Заславська Тетяна Іванівна        | 29.12.81 | економіка             |
| 249 | Зацепін Георгій Тимофійович       | 29.12.81 | фізика                |
| 250 | Зелінський Микола Дмитрович       | 12.01.29 | хімія                 |
| 251 | Зельдович Яків Борисович          | 20.06.58 | фізика                |
| 252 | Зенкевич Лев Олександрович        | 26.11.68 | зоологія              |
| 253 | Зернов Сергій Олексійович         | 01.02.31 | зоологія              |
| 254 | Зефіров Микола Серафимович        | 23.12.87 | хімія                 |
| 255 | Золотов Євген Васильович          | 23.12.87 | математика            |
| 256 | Золотов Юрій Олександрович        | 23.12.87 | хімія                 |
| 257 | Зуєв Володимир Овсійович          | 29.12.81 | фізика                |

### І, Й
| №   | ПІБ                                 | обраний    | галузь             |
| --- | ----------------------------------- | ---------- | ------------------ |
| 258 | Іванов Артемій Васильович           | 29.12.81   | зоологія           |
| 259 | Іванов Вадим Тихонович              | 23.12.87   | біохімія           |
| 260 | Іванов Лев Миколайович              | 27.09.43   | економіка          |
| 261 | Іванов Михайло Володимирович        | 23.12.87   | біологія           |
| 262 | Ієрусалимський Микола Дмитрович     | 01.07.66   | мікробіологія      |
| 263 | Ільїн Володимир Олександрович       | 15.12.90   | математика         |
| 264 | Іллічов Віктор Іванович             | 29.12.81   | гідробіологія      |
| 265 | Іллічов Леонід Федорович            | 29.06.62   | філософія          |
| 266 | Іллюшин Сергій Володимирович        | 26.11.68   | авіаконструктор    |
| 267 | Імшенецький Олександр Олександрович | 29.06.62   | мікробіологія      |
| 268 | Іноземцев Микола Миколайович        | 26.11.68   | історія, економіка |
| 269 | Йоффе Абрам Федорович               | 08.05.20   | фізика             |
| 270 | Іпатьєв Володимир Миколайович       | 09.01.16   | хімія              |
| 271 | Ісаєв Олександр Сергійович          | 26.12.84   | біоценологія       |
| 272 | Ісанін Микола Микитович             | 24.11.70   | кораблебудування   |
| 273 | Ісаченко Борис Лаврентійович        | 30.11.46   | мікробіологія      |
| 274 | Істрін Василь Михайлович            | 07.04.1907 | філологія          |
| 275 | Ішлінський Олександр Юлійович       | 10.06.60   | механіка           |

### К
| №   | ПІБ                                   | обраний    | галузь                    |
| --- | ------------------------------------- | ---------- | ------------------------- |
| 276 | Кабанов Віктор Олександрович          | 23.12.87   | органічна хімія           |
| 277 | Кабачник Мартин Ізраїльович           | 20.06.58   | органічна хімія           |
| 278 | Каган Юрій Мойсейович                 | 26.12.84   | фізика                    |
| 279 | Кадомцев Борис Борисович              | 24.11.70   | фізика                    |
| 280 | Казанський Борис Олександрович        | 30.11.46   | органічна хімія           |
| 281 | Калесник Станіслав Вікентійович       | 26.11.68   | географія                 |
| 282 | Канторович Леонід Віталійович         | 26.06.64   | економіка, математика     |
| 283 | Капіца Петро Леонідович               | 29.01.39   | фізика                    |
| 284 | Каргін Валентин Олексійович           | 23.10.53   | фізична хімія             |
| 285 | Карнаухов Михайло Михайлович          | 23.10.53   | металург                  |
| 286 | Карпінський Олександр Петрович        | 04.03.1889 | геологія                  |
| 287 | Карський Юхим Федорович               | 08.10.1916 | лінгвістика               |
| 288 | Кафаров Віктор В'ячеславович          | 15.03.79   | хімія                     |
| 289 | Кедров Боніфатій Михайлович           | 01.07.66   | філософія                 |
| 290 | Кейліс-Борок Володимир Ісаакович      | 23.12.87   | сейсмологія               |
| 291 | Келдиш Леонід Веніамінович            | 23.12.76   | фізика                    |
| 292 | Келдиш Мстислав Всеволодович          | 30.11.46   | математика, механіка      |
| 293 | Келлер Борис Олександрович            | 01.02.31   | геоботаніка               |
| 294 | Кікоїн Ісаак Костянтинович            | 23.10.53   | фізика                    |
| 295 | Кім Максим Павлович                   | 15.03.79   | історія                   |
| 296 | Кіренський Леонід Васильович          | 26.11.68   | фізика                    |
| 297 | Кириллін Володимир Олексійович        | 29.06.62   | фізика                    |
| 298 | Кирпичов Михайло Вікторович           | 28.01.39   | теплофізика               |
| 299 | Кістяківський Володимир Олександрович | 12.01.29   | хімія                     |
| 300 | Кишкін Сергій Тимофійович             | 01.07.66   | металознавство            |
| 301 | Климов Володимир Якович               | 23.10.53   | авіаційне моторобудування |
| 302 | Кнорре Дмитро Георгійович             | 29.12.81   | біохімія                  |
| 303 | Кнунянц Іван Людвігович               | 23.10.53   | хімія                     |
| 304 | Кобзарєв Юрій Борисович               | 24.11.70   | радіотехніка              |
| 305 | Ковальов Сергій Микитович             | 29.12.81   | підводні човни            |
| 306 | Ковальченко Іван Дмитрович            | 23.12.87   | історія                   |
| 307 | Козін Сергій Андрійович               | 27.09.43   | філологія                 |
| 308 | Коковцов Павло Костянтинович          | 15.04.1906 | семітологія               |
| 309 | Колесников Костянтин Сергійович       | 23.12.87   | ракетна техніка           |
| 310 | Колмогоров Андрій Миколайович         | 29.01.39   | математика                |
| 311 | Колосов Михайло Миколайович           | 26.11.74   | біохімія                  |
| 312 | Колотиркін Яків Михайлович            | 24.11.70   | хімія                     |
| 313 | Комаров Володимир Леонтійович         | 04.09.20   | ботаніка                  |
| 314 | Кондратьєв Віктор Миколайович         | 23.10.53   | фізична хімія             |
| 315 | Кондратьєв Кирило Якович              | 26.12.84   | геофізика                 |
| 316 | Коновалов Дмитро Петрович             | 13.01.23   | хімія                     |
| 317 | Кононов Андрій Миколайович            | 26.11.74   | тюркологія                |
| 318 | Конрад Микола Йосипович               | 20.06.58   | філологія                 |
| 319 | Константинов Борис Павлович           | 10.06.60   | фізика                    |
| 320 | Константинов Федір Васильович         | 26.06.64   | філософія                 |
| 321 | Коптюг Валентин Опанасович            | 15.03.79   | хімія                     |
| 322 | Коржинський Дмитро Сергійович         | 23.10.53   | геологія                  |
| 323 | Корнійчук Олександр Євдокимович       | 27.09.43   | література                |
| 324 | Корольов Сергій Павлович              | 20.06.58   | космонавтика              |
| 325 | Коростовцев Михайло Олександрович     | 26.11.74   | історія                   |
| 326 | Коршак Василь Володимирович           | 23.12.76   | хімія                     |
| 327 | Косминський Євген Олексійович         | 30.11.46   | історія                   |
| 328 | Костенко Михайло Полієвктович         | 23.10.53   | електротехніка            |
| 329 | Костичев Сергій Павлович              | 06.10.23   | ботаніка                  |
| 330 | Костюк Платон Григорович              | 26.11.74   | фізіологія                |
| 331 | Косигін Юрій Олександрович            | 24.11.70   | геологія, тектоніка       |
| 332 | Котельников Володимир Олександрович   | 23.10.53   | радіотехніка              |
| 333 | Кочетков Микола Костянтинович         | 15.03.79   | органічна хімія           |
| 334 | Кочешков Ксенофонт Олександрович      | 26.11.68   | органічна хімія           |
| 335 | Кочин Микола Євграфович               | 28.01.39   | механіка                  |
| 336 | Кочина Пелагея Яківна                 | 28.03.58   | механіка                  |
| 337 | Кошкін Лев Миколайович                | 26.12.84   | автоматизація             |
| 338 | Красновський Олександр Абрамович      | 23.12.76   | біофізика, біохімія       |
| 339 | Красовський Микола Миколайович        | 26.11.68   | математика                |
| 340 | Крачковський Ігнатій Юліанович        | 09.11.21   | філологія                 |
| 341 | Крепс Євген Михайлович                | 01.07.66   | фізіологія                |
| 342 | Кржижановський Гліб Максиміліанович   | 12.01.29   | енергетика                |
| 343 | Крушанов Андрій Іванович              | 23.12.87   | історія                   |
| 344 | Крилов Олександр Петрович             | 26.11.68   | нафтодобування            |
| 345 | Крилов Олексій Миколайович            | 02.04.1916 | математика, механіка      |
| 346 | Крилов Микола Митрофанович            | 12.01.29   | математична фізика        |
| 347 | Кудрявцев Володимир Миколайович       | 26.12.84   | право                     |
| 348 | Кузнецов Валерій Олексійович          | 24.11.70   | геологія                  |
| 349 | Кузнецов Віктор Іванович              | 26.11.68   | автоматизація             |
| 350 | Кузнецов Володимир Дмитрович          | 28.03.58   | фізика                    |
| 351 | Кузнецов Микола Дмитрович             | 26.11.74   | авіаконструктор           |
| 352 | Кузнецов Федір Андрійович             | 23.12.87   | хімія                     |
| 353 | Кузнецов Юрій Олексійович             | 01.07.66   | геологія                  |
| 354 | Кукушкін Юрій Степанович              | 23.12.87   | історія                   |
| 355 | Кулебакін Віктор Сергійович           | 28.01.39   | авіаційна електротехніка  |
| 356 | Кунаєв Аскар Мінліахмедович           | 29.12.81   | металургія                |
| 357 | Кунцевич Анатолій Дем'янович          | 23.12.87   | хімічна зброя             |
| 358 | Курдюмов Георгій В'ячеславович        | 23.10.53   | металофізика              |
| 359 | Куржанський Олександр Борисович       | 15.12.90   | обчислювальна математика  |
| 360 | Курнаков Микола Семенович             | 07.12.1913 | фізична хімія             |
| 361 | Курсанов Андрій Львович               | 23.10.53   | ботаніка                  |
| 362 | Курчатов Ігор Васильович              | 27.09.43   | ядерна фізика             |
| 363 | Кутателадзе Самсон Семенович          | 15.03.79   | фізика                    |
| 364 | Куусінен Отто Вільгельмович           | 20.06.58   | історія                   |

### Л
| №   | ПІБ                               | обраний    | галузь             |
| --- | --------------------------------- | ---------- | ------------------ |
| 365 | Лавьоров Микола Павлович          | 23.12.87   | геологія           |
| 366 | Лавренко Євген Михайлович         | 26.11.68   | геоботаніка        |
| 367 | Лаврентьєв Михайло Олексійович    | 30.11.46   | математика         |
| 368 | Лаврентьєв Михайло Михайлович     | 29.12.81   | математична фізика |
| 369 | Лавров Петро Олексійович          | 01.12.23   | філологія          |
| 370 | Ладиженська Ольга Олександрівна   | 15.12.90   | математика         |
| 371 | Лазарєв Петро Петрович            | 04.03.1917 | фізика             |
| 372 | Ландау Лев Давидович              | 30.11.46   | теоретична фізика  |
| 373 | Ландсберг Григорій Самійлович     | 30.11.46   | фізика             |
| 374 | Лаптєв Володимир Вікторович       | 23.12.87   | право              |
| 375 | Ласкорін Борис Миколайович        | 23.12.76   | хімія              |
| 376 | Лебедєв-Полянський Павло Іванович | 30.11.46   | літературознавство |
| 377 | Лебедєв Олександр Олексійович     | 27.09.43   | фізика, оптика     |
| 378 | Лебедєв Сергій Олексійович        | 23.10.53   | ЕОМ                |
| 379 | Лебедєв Сергій Васильович         | 29.03.32   | хімія              |
| 380 | Левінсон-Лессинг Франц Юлієвич    | 13.05.25   | геологія           |
| 381 | Легасов Валерій Олексійович       | 29.12.81   | фізична хімія      |
| 382 | Лейбензон Леонід Самуїлович       | 27.09.43   | механіка           |
| 383 | Леонов Леонід Максимович          | 28.11.72   | література         |
| 384 | Леонтович Михайло Олександрович   | 30.11.46   | радіофізика        |
| 385 | Ліванов Михайло Миколайович       | 24.11.70   | фізіологія         |
| 386 | Лінник Володимир Павлович         | 28.01.39   | оптика             |
| 387 | Линник Юрій Володимирович         | 26.06.64   | математика         |
| 388 | Ліфшиць Євген Михайлович          | 15.03.79   | фізика             |
| 389 | Ліфшиць Ілля Михайлович           | 24.11.70   | теоретична фізика  |
| 390 | Лихачов Дмитро Сергійович         | 24.11.70   | літературознавство |
| 391 | Лихачов Микола Петрович           | 01.08.25   | історія            |
| 392 | Логачов Микола Олексійович        | 26.12.84   | геофізика          |
| 393 | Логунов Анатолій Олексійович      | 28.11.72   | фізика             |
| 394 | Лузін Микола Миколайович          | 12.01.29   | математика         |
| 395 | Лукін Микола Михайлович           | 13.02.29   | історія            |
| 396 | Лукінов Іван Іларіонович          | 26.12.84   | економіка          |
| 397 | Лукирський Петро Іванович         | 30.11.46   | фізика             |
| 398 | Лук'яненко Павло Пантелеймонович  | 26.06.64   | рослинознавство    |
| 399 | Луначарський Анатолій Васильович  | 01.02.30   | літературознавство |
| 400 | Луппол Іван Капітонович           | 28.01.39   | філософія          |
| 401 | Лисенко Трохим Денисович          | 29.01.39   | біологія           |
| 402 | Любавський Матвій Кузьмич         | 12.01.29   | історія            |
| 403 | Люлька Архип Михайлович           | 26.11.68   | авіаційні двигуни  |
| 404 | Лякишев Микола Павлович           | 23.12.87   | металургія         |
| 405 | Ляпунов Борис Михайлович          | 01.12.23   | лінгвістика        |

### М
| №   | ПІБ                                   | обраний    | галузь                   |
| --- | ------------------------------------- | ---------- | ------------------------ |
| 406 | Магницький Володимир Олександрович    | 15.03.79   | геофізика                |
| 407 | Майський Іван Михайлович              | 30.11.46   | історія                  |
| 408 | Макаревський Олександр Іванович       | 26.11.68   | авіаційна механіка       |
| 409 | Макаров Валерій Леонідович            | 15.12.90   | математика, економіка    |
| 410 | Макаров Ігор Михайлович               | 23.12.87   | робототехніка            |
| 411 | Макеєв Віктор Петрович                | 23.12.76   | ракетна техніка          |
| 412 | Максимов Микола Олександрович         | 30.11.46   | біологія                 |
| 413 | Мальцев Анатолій Іванович             | 28.03.58   | математика               |
| 414 | Манандян Яків Амазаспович             | 28.01.39   | історія                  |
| 415 | Мандельштам Леонід Ісаакович          | 12.01.29   | фізика                   |
| 416 | Марджанішвілі Костянтин Костянтинович | 26.11.74   | математика               |
| 417 | Марков Дмитро Федорович               | 26.12.84   | літературознавство       |
| 418 | Марков Костянтин Костянтинович        | 24.11.70   | географія                |
| 419 | Марков Мойсей Олександрович           | 01.07.66   | фізика                   |
| 420 | Марр Микола Якович                    | 14.01.1912 | лінгвістика              |
| 421 | Марченко Володимир Олександрович      | 23.12.87   | математика               |
| 422 | Марчук Гурій Іванович                 | 26.11.68   | математика               |
| 423 | Маслов Віктор Павлович                | 26.12.84   | математична фізика       |
| 424 | Маслов Петро Павлович                 | 12.01.29   | аграрні науки            |
| 425 | Матросов Володимир Мефодійович        | 23.12.87   | теоретична механіка      |
| 426 | Медведєв Сергій Сергійович            | 20.06.58   | фізико-хімія             |
| 427 | Мелентьєв Лев Олександрович           | 01.07.66   | енергетика               |
| 428 | Мельников Володимир Андрійович        | 29.12.81   | математика, кібернетика  |
| 429 | Мельников Микола Васильович           | 29.06.62   | гірнича справа           |
| 430 | Мельников Микола Прокопович           | 15.03.79   | будівельна механіка      |
| 431 | Мельников Павло Іванович              | 29.12.81   | геологія                 |
| 432 | Мензбір Михайло Олександрович         | 12.01.29   | зоологія                 |
| 433 | Меннер Володимир Васильович           | 01.07.66   | геологія                 |
| 434 | Мєсяц Геннадій Андрійович             | 26.12.84   | електрофізика            |
| 435 | Мєщанинов Іван Іванович               | 29.03.32   | лінгвіст                 |
| 436 | Мігдал Аркадій Бейнусович             | 01.07.66   | теоретична фізика        |
| 437 | Мікаелян Андрій Леонович              | 15.12.90   | радіооптика              |
| 438 | Мікоян Артем Іванович                 | 26.11.68   | авіаконструктор          |
| 439 | Мікулін Олександр Олександрович       | 27.09.43   | ДВЗ                      |
| 440 | Мілейковський Абрам Герасимович       | 29.12.81   | економіка                |
| 441 | Мілліонщиков Михайло Дмитрович        | 29.06.62   | фізика                   |
| 442 | Міначов Хабіб Міначович               | 15.03.79   | органічна хімія          |
| 443 | Мінц Олександр Львович                | 20.06.58   | радіотехніка             |
| 444 | Мінц Ісак Ізраїльович                 | 30.11.46   | історія                  |
| 445 | Мірзабеков Андрій Дарійович           | 23.12.87   | біофізика                |
| 446 | Миронов Степан Илліч                  | 30.11.46   | нафтодобування           |
| 447 | Мітєнков Федір Михайлович             | 15.12.90   | енергомашини             |
| 448 | Мітін Марко Борисович                 | 28.01.39   | філософія                |
| 449 | Міткевич Володимир Федорович          | 12.01.29   | фізика                   |
| 450 | Митропольський Юрій Олексійович       | 26.12.84   | математика, механіка     |
| 451 | Михайлов Олександр Олександрович      | 26.06.64   | астрономія               |
| 452 | Михалевич Володимир Сергійович        | 26.12.84   | економічна кібернетика   |
| 453 | Міхеєв Михайло Олександрович          | 23.10.53   | теплотехніка             |
| 454 | Мішин Василь Павлович                 | 01.07.66   | ракетно-космічна техніка |
| 455 | Мішустін Євген Миколайович            | 26.11.74   | мікробіологія            |
| 456 | Міщенко Євген Фролович                | 26.12.84   | математика               |
| 457 | Моїсєєв Микита Миколайович            | 26.12.84   | обчислювальна техніка    |
| 458 | Мокроносов Адольф Трохимович          | 23.12.87   | біологія                 |
| 459 | Молін Юрій Миколайович                | 29.12.81   | фізико-хімія             |
| 460 | Мусхелішвілі Микола Іванович          | 28.01.39   | математика               |

### Н
| №   | ПІБ                                          | обраний    | галузь                     |
| --- | -------------------------------------------- | ---------- | -------------------------- |
| 461 | Навашин Сергій Гаврилович                    | 18.05.18   | ботаніка                   |
| 462 | Надірадзе Олександр Давидович                | 29.12.81   | прикладна механіка         |
| 463 | Надсон Георгій Адамович                      | 12.01.29   | мікробіологія, ботаніка    |
| 464 | Назаров Іван Миколайович                     | 23.10.53   | органічна хімія            |
| 465 | Накоряков Володимир Оліферович (Єліфер'євич) | 23.12.87   | теплофізика, гідродинаміка |
| 466 | Наливкін Дмитро Васильович                   | 30.11.46   | геологія                   |
| 467 | Намьоткін Сергій Семенович                   | 29.01.39   | органічна хімія            |
| 468 | Нарочницький Олексій Леонтійович             | 28.11.72   | історія                    |
| 469 | Насонов Микола Вікторович                    | 04.03.1906 | зоологія                   |
| 470 | Наумов Борис Миколайович                     | 26.12.84   | автоматизація              |
| 471 | Нєгін Євген Аркадійович                      | 15.03.79   | ядерна фізика              |
| 472 | Нейман Леонід Робертович                     | 24.11.70   | енергетика                 |
| 473 | Некрасов Олександр Іванович                  | 30.11.46   | фізика                     |
| 474 | Некрасов Микола Миколайович                  | 26.11.68   | економіка                  |
| 475 | Нємчинов Василь Сергійович                   | 30.11.46   | економіка                  |
| 476 | Несмеянов Олександр Миколайович              | 27.09.43   | хімія                      |
| 477 | Нестерихін Юрій Єфремович                    | 29.12.81   | фізика, математика         |
| 478 | Нефьодов Олег Матвійович                     | 23.12.87   | хімія                      |
| 479 | Нечкіна Милиця Василівна                     | 20.06.58   | історія                    |
| 480 | Нікітін Василь Петрович                      | 28.01.39   | електротехніка             |
| 481 | Нікіфоров Олександр Сергійович               | 23.12.87   | хімія                      |
| 482 | Ніколаєв Анатолій Васильович                 | 01.07.66   | фізико-хімія               |
| 483 | Ніколаєв Георгій Олександрович               | 15.03.79   | зварні конструкції         |
| 484 | Нікольський Борис Петрович                   | 26.11.68   | радіохімія                 |
| 485 | Нікольський Микола Костянтинович             | 08.10.1916 | філологія                  |
| 486 | Нікольський Сергій Михайлович                | 28.11.72   | математика                 |
| 487 | Ніконов Олександр Олександрович              | 26.12.84   | економіка                  |
| 488 | Новіков Петро Сергійович                     | 10.06.60   | математика                 |
| 489 | Новіков Сергій Петрович                      | 29.12.81   | математика                 |
| 490 | Новожилов Валентин Валентинович              | 01.07.66   | механіка                   |
| 491 | Новожилов Генріх Васильович                  | 26.12.84   | авіаконструктор            |
| 492 | Новосьолова Олександра Василівна             | 24.11.70   | хімія                      |

### О
| №   | ПІБ                                           | обраний    | галузь                             |
| --- | --------------------------------------------- | ---------- | ---------------------------------- |
| 493 | Обнорський Сергій Петрович                    | 28.01.39   | лінгвістика                        |
| 494 | Образцов Володимир Миколайович                | 28.01.39   | транспорт                          |
| 495 | Образцов Іван Пилипович                       | 26.11.74   | теорія міцності літальних апаратів |
| 496 | Обреїмов Іван Васильович                      | 20.06.58   | фізика                             |
| 497 | Обручев Володимир Панасович                   | 12.01.29   | геологія                           |
| 498 | Обухов Олександр Михайлович                   | 24.11.70   | геофізика                          |
| 499 | Овсянников Лев Васильович                     | 23.12.87   | математика, механіка               |
| 500 | Овчинников Юрій Анатолійович                  | 24.11.70   | біохімія                           |
| 501 | Ойзерман Теодор Ілліч                         | 29.12.81   | філософія                          |
| 502 | Окладников Олексій Павлович                   | 26.11.68   | археологія                         |
| 503 | Окунь Лев Борисович                           | 15.12.90   | теорія елементарних часток         |
| 504 | Ольденбург Сергій Федорович                   | 19.04.1903 | історія                            |
| 505 | Омелянський Василь Леонідович                 | 06.10.23   | мікробіологія                      |
| 506 | Опарін Олександр Іванович                     | 30.11.46   | біологія                           |
| 507 | Орбелі Йосип Абгарович                        | 01.06.35   | археологія                         |
| 508 | Орбелі Леон (Левон) Абгарович                 | 01.06.35   | фізіологія                         |
| 509 | Орєхов Олександр Павлович                     | 29.01.39   | органічна хімія                    |
| 510 | Орлов Олександр Сергійович                    | 01.02.31   | літературознавство                 |
| 511 | Орлов Юрій Олександрович                      | 10.06.60   | палеонтологія                      |
| 512 | Осико В'ячеслав Васильович                    | 23.12.87   | фізика твердого тіла               |
| 513 | Осинський (Оболенський) Валеріан Валеріанович | 29.03.32   | економіка                          |
| 514 | Осипов Юрій Сергійович                        | 23.12.87   | математика                         |
| 515 | Осип'ян Юрій Андрійович                       | 29.12.81   | фізика                             |
| 516 | Островітянов Костянтин Васильович             | 23.10.53   | економіка                          |

### П
| №   | ПІБ                                    | обраний    | галузь                         |
| --- | -------------------------------------- | ---------- | ------------------------------ |
| 517 | Павлов Олексій Петрович                | 09.01.1916 | палеонтологія                  |
| 518 | Павлов Іван Петрович                   | 01.12.1907 | фізіологія                     |
| 519 | Павлов Михайло Олександрович           | 29.03.32   | металургія                     |
| 520 | Павловський Євген Никанорович          | 29.01.39   | паразитологія                  |
| 521 | Павловський Микола Миколайович         | 29.03.32   | гідротехніка                   |
| 522 | Палладін Олександр Володимирович       | 08.05.42   | біохімія                       |
| 523 | Панін Віктор Євгенович                 | 23.12.87   | фізика                         |
| 524 | Панкратова Ганна Михайлівна            | 23.10.53   | історія                        |
| 525 | Папалексі Микола Дмитрович             | 28.01.39   | фізика                         |
| 526 | Парін Василь Васильович                | 01.07.66   | фізіологія                     |
| 527 | Парнас Яків Оскарович                  | 08.05.42   | біохімія                       |
| 528 | Патон Борис Євгенович                  | 29.06.62   | металургія                     |
| 529 | Пейве Олександр Вольдемарович          | 26.06.64   | геологія                       |
| 530 | Пейве Ян Вольдемарович                 | 01.07.66   | біологія                       |
| 531 | Передерій Григорій Петрович            | 27.09.43   | мостобудування                 |
| 532 | Перетц Володимир Миколайович           | 08.02.1914 | філологія                      |
| 533 | Петраков Микола Якович                 | 15.12.90   | економіка                      |
| 534 | Петров Борис Миколайович               | 10.06.60   | автоматичне керування          |
| 535 | Петров Георгій Іванович                | 20.06.58   | гідроаеромеханіка              |
| 536 | Петров Рем Вікторович                  | 26.12.84   | імунологія                     |
| 537 | Петровський Борис Васильович           | 01.07.66   | медицина                       |
| 538 | Петровський Іван Георгійович           | 30.11.46   | математика                     |
| 539 | Петрушевський Дмитро Мойсейович        | 12.01.29   | історія                        |
| 540 | Петрянов-Соколов Ігор Васильович       | 01.07.66   | хімія                          |
| 541 | Пилюгін Микола Олексійович             | 01.07.66   | керування РКК                  |
| 542 | Піотровський Борис Борисович           | 24.11.70   | археологія                     |
| 543 | Писаржевський Лев Володимирович        | 01.02.30   | фізична хімія                  |
| 544 | Пітаєвський Лев Петрович               | 15.12.90   | фізика                         |
| 545 | Пічета Володимир Іванович              | 30.11.46   | історія                        |
| 546 | Платонов Володимир Петрович            | 23.12.87   | математика                     |
| 547 | Платонов Сергій Федорович              | 03.04.20   | історія                        |
| 548 | Плате Микола Альфредович               | 23.12.87   | хімія                          |
| 549 | Погорєлов Олексій Васильович           | 23.12.76   | математика                     |
| 550 | Пожела Юрас Карлович                   | 26.12.84   | фізика                         |
| 551 | Поздюнін Валентин Львович              | 28.01.39   | гідромеханіка                  |
| 552 | Покровський Михайло Михайлович         | 12.01.29   | філологія                      |
| 553 | Покровський Михайло Миколайович        | 12.01.29   | історія                        |
| 554 | Полканов Олександр Олексійович         | 27.09.43   | геологія                       |
| 555 | Полинов Борис Борисович                | 30.11.46   | геохімія                       |
| 556 | Померанчук Ісак Якович                 | 26.06.64   | теоретична фізика              |
| 557 | Пономарьов-Степовий Микола Миколайович | 23.12.87   | ядерна фізика                  |
| 558 | Пономарьов Борис Миколайович           | 29.06.62   | історія                        |
| 559 | Бруно Понтекорво                       | 26.06.64   | фізика                         |
| 560 | Понтрягін Лев Семенович                | 20.06.58   | математика                     |
| 561 | Попков Валерій Іванович                | 01.07.66   | енергетика                     |
| 562 | Порай-Кошиць Олександр Євгенович       | 01.06.35   | органічна хімія                |
| 563 | Поспєлов Гермоген Сергійович           | 26.12.84   | теорія автоматичного керування |
| 564 | Поспєлов Петро Миколайович             | 23.10.53   | історія                        |
| 565 | Постовський Ісак Якович                | 24.11.70   | органічна хімія                |
| 566 | Потьомкін Володимир Петрович           | 27.09.43   | історія                        |
| 567 | Прасолов Леонід Іванович               | 01.06.35   | географія                      |
| 568 | Примаков Євген Максимович              | 15.03.79   | економіка                      |
| 569 | Прокошкін Юрій Дмитрович               | 15.12.90   | фізика                         |
| 570 | Прохоров Олександр Михайлович          | 01.07.66   | фізика                         |
| 571 | Прохоров Юрій Васильович               | 28.11.72   | математика                     |
| 572 | Прянишников Дмитро Миколайович         | 12.01.29   | агрохімія                      |
| 573 | Пугачов Володимир Семенович            | 29.12.81   | теорія систем керування        |
| 574 | Пузирьов Микола Микитович              | 26.12.84   | геофізика                      |
| 575 | Пурін Бруно Андрійович                 | 23.12.87   | хімія                          |
| 576 | Пустовойт Василь Степанович            | 26.06.64   | селекціонер                    |
| 577 | Пущаровський Юрій Михайлович           | 26.12.84   | геологія                       |

### Р
| №   | ПІБ                               | обраний    | галузь                    |
| --- | --------------------------------- | ---------- | ------------------------- |
| 578 | Работнов Юрій Миколайович         | 28.03.58   | механіка                  |
| 579 | Разуваєв Григорій Олексійович     | 01.07.66   | хімія                     |
| 580 | Расплетін Олександр Андрійович    | 26.06.64   | радіотехніка, електроніка |
| 581 | Раушенбах Борис Вікторович        | 26.12.84   | ракетно-космічна техніка  |
| 582 | Карл Ребане                       | 23.12.87   | фізика                    |
| 583 | Ребіндер Петро Олександрович      | 30.11.46   | фізика                    |
| 584 | Ремесло Василь Миколайович        | 26.11.74   | селекціонер               |
| 585 | Реутов Олег Олександрович         | 26.06.64   | хімія                     |
| 586 | Решетньов Михайло Федорович       | 26.12.84   | космонавтика              |
| 587 | Решетняк Юрій Григорович          | 23.12.87   | математика                |
| 588 | Ржанов Анатолій Васильович        | 26.12.84   | фізика                    |
| 589 | Ржевський Володимир Васильович    | 29.12.81   | гірнича справа            |
| 590 | Ріхтер Андрій Олександрович       | 29.03.32   | фізіологія рослин         |
| 591 | Родіонов Володимир Михайлович     | 27.09.43   | хімія                     |
| 592 | Рождественський Дмитро Сергійович | 12.01.29   | фізика                    |
| 593 | Розанов Матвій Никанорович        | 15.01.21   | літературознавство        |
| 594 | Ростовцев Михайло Іванович        | 15.04.1917 | історія                   |
| 595 | Ротштейн Федір Аронович           | 28.01.39   | історія                   |
| 596 | Рощевський Михайло Павлович       | 15.12.90   | фізіологія                |
| 597 | Руденко Юрій Миколайович          | 23.12.87   | електроенергетика         |
| 598 | Румянцев Олексій Матвійович       | 01.07.66   | економіка                 |
| 599 | Рундквіст Дмитро Васильович       | 15.12.90   | геологія                  |
| 600 | Рибаков Борис Олександрович       | 20.06.58   | історія, археологія       |
| 601 | Рижов Юрій Олексійович            | 23.12.87   | механіка рідини і газу    |
| 602 | Рикалін Микола Миколайович        | 26.11.68   | зварювання                |
| 603 | Рильський Максим Тадейович        | 20.06.58   | літературознавство        |
| 604 | Рязанов Давид Борисович           | 12.01.29   | історія                   |

### С
| №   | ПІБ                                 | обраний            | галузь                   |
| --- | ----------------------------------- | ------------------ | ------------------------ |
| 605 | Саваренський Федір Петрович         | 27.09.43           | гідрогеологія            |
| 606 | Савельєв Максиміліан Олександрович  | 29.03.32           | економіка                |
| 607 | Савін Анатолій Іванович             | 26.12.84           | АСК                      |
| 608 | Сагдєєв Роальд Зіннурович           | 26.11.68           | астрофізика              |
| 609 | Садовський Віссаріон Дмитрович      | 24.11.70           | металознавство           |
| 610 | Садовський Михайло Олександрович    | 01.07.66           | сейсмологія              |
| 611 | Садиков Абід Садикович              | 28.11.72           | хімія                    |
| 612 | Сажин Микола Петрович               | 26.06.64           | металургія               |
| 613 | Сакулін Павло Микитович             | 12.01.29           | літературознавство       |
| 614 | Самарін Олександр Михайлович        | 01.07.66           | металургія               |
| 615 | Самарський Олександр Андрійович     | 23.12.76           | математика               |
| 616 | Самойлович Олександр Миколайович    | 12.01.29           | лінгвістика              |
| 617 | Самсонов Олександр Михайлович       | 29.12.81           | історія                  |
| 618 | Сатпаєв Каниш Імантайович           | 30.11.46           | геологія                 |
| 619 | Сахаров Андрій Дмитрович            | 23.10.53           | фізика                   |
| 620 | Свідерський Володимир Леонідович    | 23.12.87           | фізіологія               |
| 621 | Свіщов Георгій Петрович             | 23.12.76           | авіаційна техніка        |
| 622 | Северін Сергій Євгенович            | 26.11.68           | біохімія                 |
| 623 | Сєверний Андрій Борисович           | 26.11.68           | астрофізика              |
| 624 | Сєверцов Олексій Миколайович        | 06.11.20           | зоологія                 |
| 625 | Севостьянов Григорій Миколайович    | 23.12.87           | історія                  |
| 626 | Сєдов Леонід Іванович               | 23.10.53           | математика, механіка     |
| 627 | Семеніхін Володимир Сергійович      | 28.11.72           | кібернетика              |
| 628 | Семенов Микола Миколайович          | 29.03.32           | хімічна фізика           |
| 629 | Семихатов Микола Олександрович      | 15.12.90           | АСК                      |
| 630 | Сергєєв-Ценський Сергій Миколайович | 27.09.43           | література               |
| 631 | Сергєєв Євген Михайлович            | 15.03.79           | інженерна геологія       |
| 632 | Серебренніков Борис Олександрович   | 26.12.84           | лінгвістика              |
| 633 | Сидоренко Олександр Васильович      | 01.07.66           | геологія                 |
| 634 | Симонов Павло Васильович            | 23.12.87           | психофізіологія          |
| 635 | Сісакян Норайр Мартіросович         | 10.06.60           | біологія                 |
| 636 | Сітарян Степан Арамаїсович          | 23.12.87           | економіст                |
| 637 | Сказкін Сергій Данилович            | 20.06.58           | історія                  |
| 638 | Скобєльцин Дмитро Володимирович     | 30.11.46           | фізика                   |
| 639 | Скок Володимир Іванович             | 23.12.87           | фізіологія               |
| 640 | Скочинський Олександр Олександрович | 01.06.35           | гірнича справа           |
| 641 | Скринський Олександр Миколайович    | 24.11.70           | фізика                   |
| 642 | Скрябін Георгій Костянтинович       | 15.03.79           | мікробіологія            |
| 643 | Скрябін Костянтин Іванович          | 29.01.39           | біологія                 |
| 644 | Скулачов Володимир Петрович         | 15.12.90           | біохімія                 |
| 645 | Смирнов Володимир Іванович          | 27.09.43           | математика               |
| 646 | Смирнов Володимир Іванович          | 29.06.62           | геологія                 |
| 647 | Смирнов Георгій Лукич               | 23.12.87           | науковий комунізм        |
| 648 | Смирнов Сергій Сергійович           | 27.09.43           | геологія                 |
| 649 | Соболєв Віктор Вікторович           | 29.12.81           | астрофізика              |
| 650 | Соболєв Володимир Степанович        | 28.03.58           | петрографія              |
| 651 | Соболєв Микола Володимирович        | 15.12.90           | геологія                 |
| 652 | Соболєв Сергій Львович              | 29.01.39           | математика               |
| 653 | Соболевський Олексій Іванович       | 07.10.1900         | лінгвістика              |
| 654 | Соколов Борис Сергійович            | 26.11.68           | геологія                 |
| 655 | Соколов Володимир Євгенович         | 26.11.74           | біологія                 |
| 656 | Солнцев Сергій Іванович             | 12.01.29           | економіка                |
| 657 | Соломенко Микола Степанович         | 26.12.84           | механіка, суднобудування |
| 658 | Сочава Віктор Борисович             | 26.11.68           | географія                |
| 659 | Спасокукоцький Сергій Іванович      | 08.05.42           | хірургія                 |
| 660 | Спаський Ігор Дмитрович             | 23.12.87           | підводні човни           |
| 661 | Сперанський Олексій Дмитрович       | 29.01.39           | патофізіологія           |
| 662 | Сперанський Михайло Несторович      | 14.05.21           | філологія                |
| 663 | Спірін Олександр Сергійович         | 24.11.70           | біологія                 |
| 664 | Спицин Віктор Іванович              | 20.06.58           | хімія                    |
| 665 | Стєклов Володимир Андрійович        | 03.03.1912         | математика               |
| 666 | Степанов Георгій Володимирович      | 29.12.81           | лінгвістика              |
| 667 | Степанов Павло Іванович             | 29.01.39           | геологія                 |
| 668 | Степанов Юрій Сергійович            | 15.12.90           | мовознавство             |
| 669 | Стєчкін Борис Сергійович            | 23.10.53           | теплотехніка             |
| 670 | Стражеско Микола Дмитрович          | 27.09.43           | медицина                 |
| 671 | Страхов Микола Михайлович           | 23.10.53           | геологія                 |
| 672 | Струве Василь Васильович            | 01.06.35           | історія                  |
| 673 | Струве Петро Бернгардович           | 13.05.17           | економіка                |
| 674 | Струмилін Станіслав Густавович      | 01.02.31           | економіка                |
| 675 | Струминський Володимир Васильович   | 01.07.66           | теорія літакобудування   |
| 676 | Струнніков Володимир Олександрович  | 23.12.87           | генетика                 |
| 677 | Стирикович Михайло Адольфович       | 26.06.64           | теплоенергетика          |
| 678 | Субботін Валерій Іванович           | 23.12.87           | ядерна енергетика        |
| 679 | Сукачов Володимир Миколайович       | 27.09.43           | ботаніка                 |
| 680 | Сурков Віктор Семенович             | 23.12.87           | геофізика                |
| 681 | Сушкін Петро Петрович               | 01.09.23           | зоологія                 |
| 682 | Сущеня Леонід Михайлович            | 15.12.90           | зоологія                 |
| 683 | Сиркін Яків Ківович                 | 00.00.26 июня 1964 | хімія                    |
| 684 | Сиром'ятников Сергій Петрович       | 27.09.43           | теплотехніка             |

### Т
| №   | ПІБ                               | обраний  | галузь                     |
| --- | --------------------------------- | -------- | -------------------------- |
| 685 | Тавхелідзе Альберт Никифорович    | 15.12.90 | фізика                     |
| 686 | Тамм Ігор Євгенович               | 23.10.53 | теоретична фізика          |
| 687 | Тананаєв Іван Володимирович       | 20.06.58 | хімія                      |
| 688 | Тарле Євген Вікторович            | 07.05.27 | історія                    |
| 689 | Тарчевський Ігор Анатолійович     | 23.12.87 | фізіологія рослин          |
| 690 | Татаринов Леонід Петрович         | 29.12.81 | палеонтологія              |
| 691 | Таусон Лев Володимирович          | 29.12.81 | геохімія                   |
| 692 | Тахтаджян Армен Леонович          | 28.11.72 | ботаніка                   |
| 693 | Теренін Олександр Миколайович     | 29.01.39 | фізико-хімія               |
| 694 | Терпигорєв Олександр Митрофанович | 01.06.35 | гірнича справа             |
| 695 | Терсков Іван Олександрович        | 29.12.81 | біофізика                  |
| 696 | Тімаков Володимир Дмитрович       | 26.11.68 | медицина                   |
| 697 | Титов Володимир Михайлович        | 15.12.90 | механіка                   |
| 698 | Тіхвінський Сергій Леонідович     | 29.12.81 | історія                    |
| 699 | Тихомиров Михайло Миколайович     | 23.10.53 | історія                    |
| 700 | Тихонов Андрій Миколайович        | 01.07.66 | математика                 |
| 701 | Тищенко В'ячеслав Євгенович       | 01.06.35 | хімія                      |
| 702 | Толстіков Генріх Олександрович    | 23.12.87 | хімія                      |
| 703 | Толстой Олексій Миколайович       | 28.01.39 | література                 |
| 704 | Толстой Іван Іванович             | 30.11.46 | філологія, антична історія |
| 705 | Толстой Микита Ілліч              | 23.12.87 | філологія                  |
| 706 | Топоров Володимир Миколайович     | 15.12.90 | лінгвістика                |
| 707 | Топчієв Олександр Васильович      | 04.06.49 | органічна хімія            |
| 708 | Трайнін Ілля Павлович             | 28.01.39 | правознавство              |
| 709 | Трапезников Вадим Олександрович   | 10.06.60 | автоматика                 |
| 710 | Трахтенберг Йосип Адольфович      | 28.01.39 | економіка                  |
| 711 | Третьяков Юрій Дмитрович          | 23.12.87 | хімія                      |
| 712 | Трефілов Віктор Іванович          | 23.12.87 | металургія                 |
| 713 | Трьошніков Олексій Федорович      | 29.12.81 | географія                  |
| 714 | Трофимук Андрій Олексійович       | 28.03.58 | геологія                   |
| 715 | Тулайков Микола Максимович        | 29.03.32 | ґрунтознавство             |
| 716 | Туманський Сергій Костянтинович   | 26.11.68 | авіаційні двигуни          |
| 717 | Туполєв Олексій Андрійович        | 26.12.84 | авіаконструктор            |
| 718 | Туполєв Андрій Миколайович        | 23.10.53 | авіаконструктор            |
| 719 | Тучкевич Володимир Максимович     | 24.11.70 | фізика                     |
| 720 | Тюменєв Олександр Ілліч           | 29.03.32 | історія                    |
| 721 | Тюрін Іван Володимирович          | 23.10.53 | ґрунтознавство             |

### У, Ф
| №   | ПІБ                              | обраний    | галузь                        |
| --- | -------------------------------- | ---------- | ----------------------------- |
| 722 | Уголєв Олександр Михайлович      | 26.12.84   | фізіологія                    |
| 723 | Уразов Георгій Григорович        | 30.11.46   | хімія                         |
| 724 | Усов Михайло Антонович           | 29.01.39   | геологія                      |
| 725 | Успенський Федір Іванович        | 09.01.1916 | історія                       |
| 726 | Успенський Яків Вікторович       | 02.04.1921 | математика                    |
| 727 | Уткін Володимир Федорович        | 26.12.84   | ракетобудування               |
| 728 | Ухтомський Олексій Олексійович   | 01.06.35   | фізіологія                    |
| 729 | Фаворський Олексій Євграфович    | 12.01.29   | хімія                         |
| 730 | Фаворський Олег Миколайович      | 15.12.90   | теплотехніка                  |
| 731 | Фаддєєв Людвіг Дмитрович         | 23.12.76   | теоретична фізика             |
| 732 | Федін Костянтин Олександрович    | 20.06.58   | література                    |
| 733 | Федоренко Микола Прокопович      | 26.06.64   | економіка                     |
| 734 | Федоров Євген Костянтинович      | 10.06.60   | геофізика                     |
| 735 | Федосєєв Петро Миколайович       | 10.06.60   | філософія                     |
| 736 | Федосов Євген Олександрович      | 26.12.84   | керування авіаційною технікою |
| 737 | Ферсман Олександр Євгенович      | 01.02.1919 | геологія                      |
| 738 | Фесенков Василь Григорович       | 01.06.35   | астрофізика                   |
| 739 | Фльоров Георгій Миколайович      | 26.11.68   | фізика                        |
| 740 | Фок Володимир Олександрович      | 29.01.39   | фізика                        |
| 741 | Фокін Олександр Васильович       | 26.11.74   | хімія                         |
| 742 | Фрадкін Юхим Самуїлович          | 15.12.90   | фізика                        |
| 743 | Франк Гліб Михайлович            | 01.07.66   | біофізика                     |
| 744 | Франк Ілля Михайлович            | 26.11.68   | фізика                        |
| 745 | Францев Володимир Андрійович     | 09.11.1921 | славістика                    |
| 746 | Францов Георгій Павлович         | 26.06.64   | історія, філософія            |
| 747 | Фрідлендер Георгій Михайлович    | 15.12.90   | літературознавство            |
| 748 | Фрідляндер Йосип Наумович        | 26.12.84   | фізикохімія                   |
| 749 | Фріче Володимир Максимович       | 13.02.29   | літературознавство            |
| 750 | Фролов Іван Тимофійович          | 23.12.87   | філософія                     |
| 751 | Фролов Костянтин Васильович      | 26.12.84   | машинобудування               |
| 752 | Фрумкін Олександр Наумович       | 29.03.32   | електрохімія                  |
| 753 | Фурсенко Олександр Олександрович | 15.12.90   | історія                       |

### Х, Ц, Ч
| №   | ПІБ                                 | обраний  | галузь                   |
| --- | ----------------------------------- | -------- | ------------------------ |
| 754 | Хаїн Віктор Юхимович                | 23.12.87 | геологія                 |
| 755 | Халатников Ісаак Маркович           | 26.12.84 | фізика                   |
| 756 | Харадзе Євген Кирилович             | 26.12.84 | астрофізика              |
| 757 | Харитон Юлій Борисович              | 23.10.53 | фізика                   |
| 758 | Харкевич Олександр Олександрович    | 26.06.64 | електрозв'язок           |
| 759 | Хачатуров Тигран Сергійович         | 01.07.66 | економіка                |
| 760 | Хвостов Володимир Михайлович        | 26.06.64 | історія                  |
| 761 | Хлопін Віталій Григорович           | 29.01.39 | радіохімія               |
| 762 | Хохлов Рем Вікторович               | 26.11.74 | фізика                   |
| 763 | Храпченко Михайло Борисович         | 01.07.66 | літературознавство       |
| 764 | Христианович Сергій Олексійович     | 27.09.43 | механіка, математика     |
| 765 | Хрущов Микола Григорович            | 15.12.90 | біологія                 |
| 766 | Целіков Олександр Іванович          | 26.06.64 | металургія               |
| 767 | Церетелі Георгій Васильович         | 26.11.68 | лінгвістика              |
| 768 | Цицин Микола Васильович             | 29.01.39 | ботаніка                 |
| 769 | Ципкін Яків Залманович              | 15.12.90 | АСК                      |
| 770 | Чазов Євгеній Іванович              | 15.03.79 | медицина                 |
| 771 | Чайлахян Михайло Христофорович      | 26.11.68 | ботаніка                 |
| 772 | Чаплигін Сергій Олексійович         | 12.01.29 | теоретична механіка      |
| 773 | Чекмарьов Олександр Петрович        | 26.11.68 | металургія               |
| 774 | Челомей Володимир Миколайович       | 29.06.62 | ракетно-космічна техніка |
| 775 | Челишев Євген Петрович              | 23.12.87 | культурологія            |
| 776 | Черенков Павло Олексійович          | 24.11.70 | фізика                   |
| 777 | Черепнін Лев Володимирович          | 28.11.72 | історія                  |
| 778 | Черніговський Володимир Миколайович | 10.06.60 | фізіологія               |
| 779 | Чорний Горимир Горимирович          | 29.12.81 | механіка                 |
| 780 | Чернишов Олександр Олексійович      | 29.03.32 | електротехніка           |
| 781 | Черняєв Ілля Ілліч                  | 27.09.43 | хімія                    |
| 782 | Черський Микола Васильович          | 29.12.81 | геологія                 |
| 783 | Чижевський Микола Прокопович        | 28.01.39 | металургія               |
| 784 | Чичибабін Олексій Євгенович         | 29.01.29 | органічна хімія          |
| 785 | Чудаков Олександр Євгенович         | 23.12.87 | фізика                   |
| 786 | Чудаков Євген Олексійович           | 28.01.39 | машинознавство           |
| 787 | Чухров Федір Васильович             | 24.11.70 | геологія                 |

### Ш, … Я
| №   | ПІБ                                 | обраний    | галузь                   |
| --- | ----------------------------------- | ---------- | ------------------------ |
| 788 | Шайн Григорій Абрамович             | 29.01.39   | астрономія               |
| 789 | Шальников Олександр Йосипович       | 15.03.79   | фізика                   |
| 790 | Шапошников Володимир Миколайович    | 23.10.53   | мікробіологія            |
| 791 | Шарвін Юрій Васильович              | 23.12.87   | фізика                   |
| 792 | Шаталін Станіслав Сергійович        | 23.12.87   | економіка                |
| 793 | Шатський Микола Сергійович          | 23.10.53   | геологія                 |
| 794 | Шварц Станіслав Семенович           | 24.11.70   | зоологія                 |
| 795 | Швейкін Геннадій Петрович           | 23.12.87   | хімія                    |
| 796 | Шевяков Лев Дмитрович               | 28.01.39   | гірнича справа           |
| 797 | Шейндлін Олександр Юхимович         | 26.11.74   | фізика                   |
| 798 | Шемякін Євген Іванович              | 26.12.84   | геологія                 |
| 799 | Шемякін Михайло Михайлович          | 20.06.58   | органічна хімія          |
| 800 | Шенфер Клавдій Іполитович           | 29.03.32   | електротехніка           |
| 801 | Шереметьєвський Микола Миколайович  | 26.12.84   | електромеханіка          |
| 802 | Шило Микола Олексійович             | 24.11.70   | геологія                 |
| 803 | Шилов Олександр Євгенович           | 15.12.90   | хімія                    |
| 804 | Шиманський Юліан Олександрович      | 23.10.53   | будівельна механіка      |
| 805 | Ширшов Петро Петрович               | 29.01.39   | географія                |
| 806 | Шишмарьов Володимир Федорович       | 30.11.46   | філологія                |
| 807 | Шмальгаузен Іван Іванович           | 01.06.35   | зооморфологія            |
| 808 | Шмельов Дмитро Миколайович          | 23.12.87   | лінгвістика              |
| 809 | Шмідт Отто Юлійович                 | 01.06.35   | математика, географія    |
| 810 | Шолохов Михайло Олександрович       | 28.01.39   | література               |
| 811 | Шоригін Павло Полієвктович          | 29.01.39   | хімія                    |
| 812 | Шпак Володимир Степанович           | 29.12.81   | хімік-технолог           |
| 813 | Штерн Ліна Соломонівна              | 29.01.39   | фізіологія               |
| 814 | Шубников Олексій Васильович         | 23.10.53   | кристалографія           |
| 815 | Шулейкін Василь Володимирович       | 30.11.46   | геофізика                |
| 816 | Шулейкін Михайло Васильович         | 28.01.39   | радіотехніка             |
| 817 | Шульц Михайло Михайлович            | 15.03.79   | фізикохімія              |
| 818 | Шумний Володимир Костянтинович      | 15.12.90   | генетика                 |
| 819 | Щерба Лев Володимирович             | 27.09.43   | лінгвістика              |
| 820 | Щербаков Дмитро Іванович            | 23.10.53   | геологія                 |
| 821 | Щербатськой Федір Іполитович        | 02.11.1918 | філологія                |
| 822 | Щукін Олександр Миколайович         | 23.10.53   | радіотехніка             |
| 823 | Щусєв Олексій Вікторович            | 27.09.43   | архітектура              |
| 824 | Емануель Микола Маркович            | 01.07.66   | фізико-хімік             |
| 825 | Енгельгардт Володимир Олександрович | 23.10.53   | біохімія                 |
| 826 | Юдін Павло Федорович                | 23.10.53   | філософія                |
| 827 | Юр'єв Борис Миколайович             | 27.09.43   | авіація                  |
| 828 | Яковлєв Олександр Миколайович       | 15.12.90   | історія                  |
| 829 | Яковлєв Олександр Сергійович        | 23.12.76   | авіаконструктор          |
| 830 | Яковлєв Сергій Васильович           | 23.12.87   | біохімія                 |
| 831 | Янгель Михайло Кузьмич              | 01.07.66   | ракетно-космічна техніка |
| 832 | Яненко Микола Миколайович           | 24.11.70   | математика, механіка     |
| 833 | Янін Валентин Лаврентійович         | 15.12.90   | історія, археологія      |
| 834 | Яншин Олександр Леонідович          | 28.03.58   | геологія                 |
| 835 | Ярославський Омелян Михайлович      | 28.01.39   | історія                  |